# Bodenzünder

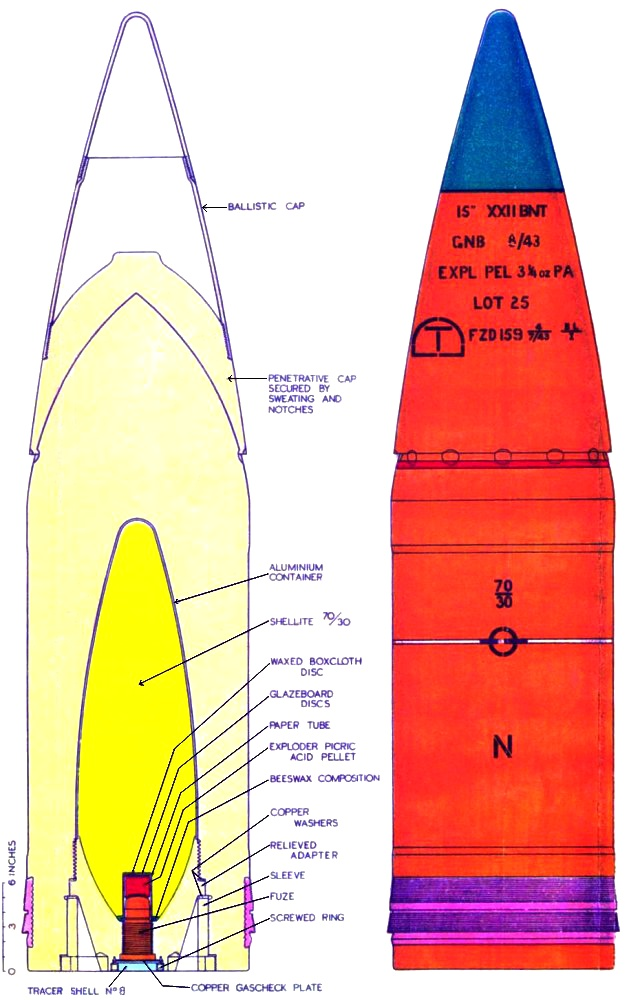
Britische Granate mit Bodenzünder für das Schiffsgeschütz "BL 16 inch Mk I".

Schnittzeichnung einer Panzergranate 39 mit Bodenzünder. Sie kam im Zweiten Weltkrieg gegen Panzerfahrzeuge zum Einsatz.

Ein Bodenzünder ist ein Zünder für Granaten oder Gefechtsköpfe, welcher sich im hinteren Teil des Kampfmittels befindet. Die Platzierung des Zünders im Boden der Granate oder des Gefechtskopfes verhindert unter anderem eine Zerstörung beim Auftreffen auf das Ziel.
Bodenzünder wurden bei einer Vielzahl an Waffensystemen wie der schweren Schiffs- und Belagerungsartillerie sowie bei Panzer- und Panzerabwehrwaffen eingesetzt. Der Einsatz eines Bodenzünders erfolgt konstruktionsbedingt, wenn eine Granate vom Granatboden aus gezündet werden soll (z. B. bei Granaten mit Hohlladungseffekt) oder wenn beispielsweise für die Durchschlagung von Panzerung kein Kopfzünder eingesetzt werden kann. Anders als ein Kopfzünder reagiert der Bodenzünder erst, wenn die nach dem Aufschlag durch das Geschoss laufende Stoßwelle diesen erreicht.

Auch in der moderneren Militärtechnik werden weiterhin Bodenzünder beispielsweise bei Quetschkopfgranaten oder Hohlladungsgranaten eingesetzt. Bodenzünder werden in Schrapnells und Air-Burst-Munition eingesetzt, um ein nach vorne gerichtetes, kegelförmiges Splitterbild zu erhalten und gleichzeitig den Seiten- und Heckbereich splitterfrei zu halten.
Ist der Bodenzünder vollständig in der Granate verbaut und von außen überhaupt nicht sichtbar, spricht man von einem Innenzünder oder innenliegenden Bodenzünder.
Wenn ein Element im Kopf der Granate den Zünder im Boden auslöst, spricht man von einem kopfinitiierten Bodenzünder. Ein Beispiel hierfür wäre ein Piezoelement im Kopf einer M830 HEAT Hohlladungsgranate, das beim Aufprall einen Stromimpuls an den Bodenzünder M 509 A1 leitet, welcher den Sprengsatz auslöst. Nicht zu verwechseln ist dieses System mit Hohlladungsgranaten, bei denen ein Kopfzünder einen kleinen Sprengsatz zündet, dessen Explosionswirkung durch den Hohlladungskegel zu einer Verstärkerladung im Boden der Granate gelenkt wird, welche die Zündung des Sprengsatzes auslöst. Beispiele hierfür wären die deutsche 7,5 cm Granate 38 HL mit dem Aufschlagzünder 38 und die russische 7,6 cm Hohlladungsggranate BP-350 M mit dem Aufschlagzünder BM.
Der Bodenzünder hat gegenüber einem Kopfzünder einige Nachteile. Der Zünder und die Sprengladung können deutlich schwieriger oder gar nicht voneinander getrennt oder getrennt gelagert werden. Bei Patronenmunition oder Granaten mit innenliegendem Bodenzünder ist die Trennung unmöglich. Auch ist eine mechanische Einstellung von Parametern am Zünder (z. B. Verzögerung bei Aufschlagzündern – auch tempieren genannt) kurz vor dem Abschuss nicht möglich. Bei Waffensystemen mit intelligenten Granaten, bei denen Elektronik in der Granate drahtlos mit dem Abschussgerät kommuniziert, ist dies hingegen möglich.